# 李金莲
李金莲（1992年5月—），云南维西人，傈僳族，无党派人士。中华人民共和国政治人物、第十三届全国人民代表大会云南省代表。

## 生平
2018年，李金莲被选为云南省出席第十三届全国人民代表大会代表。